# Zur Schmerzhaften Muttergottes (Frauenbründl)

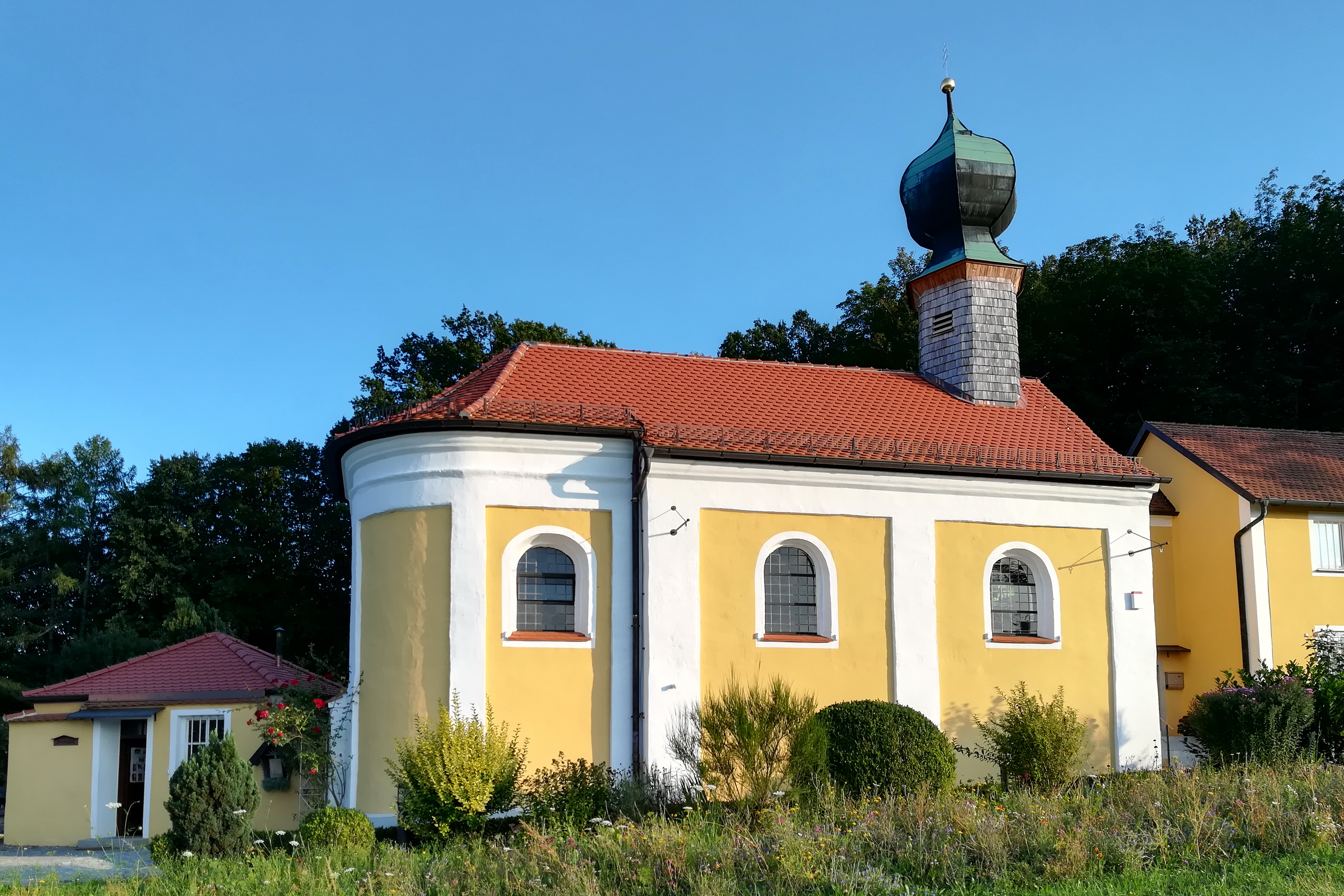
Kapelle Zur Schmerzhaften Muttergottes in Frauenbründl

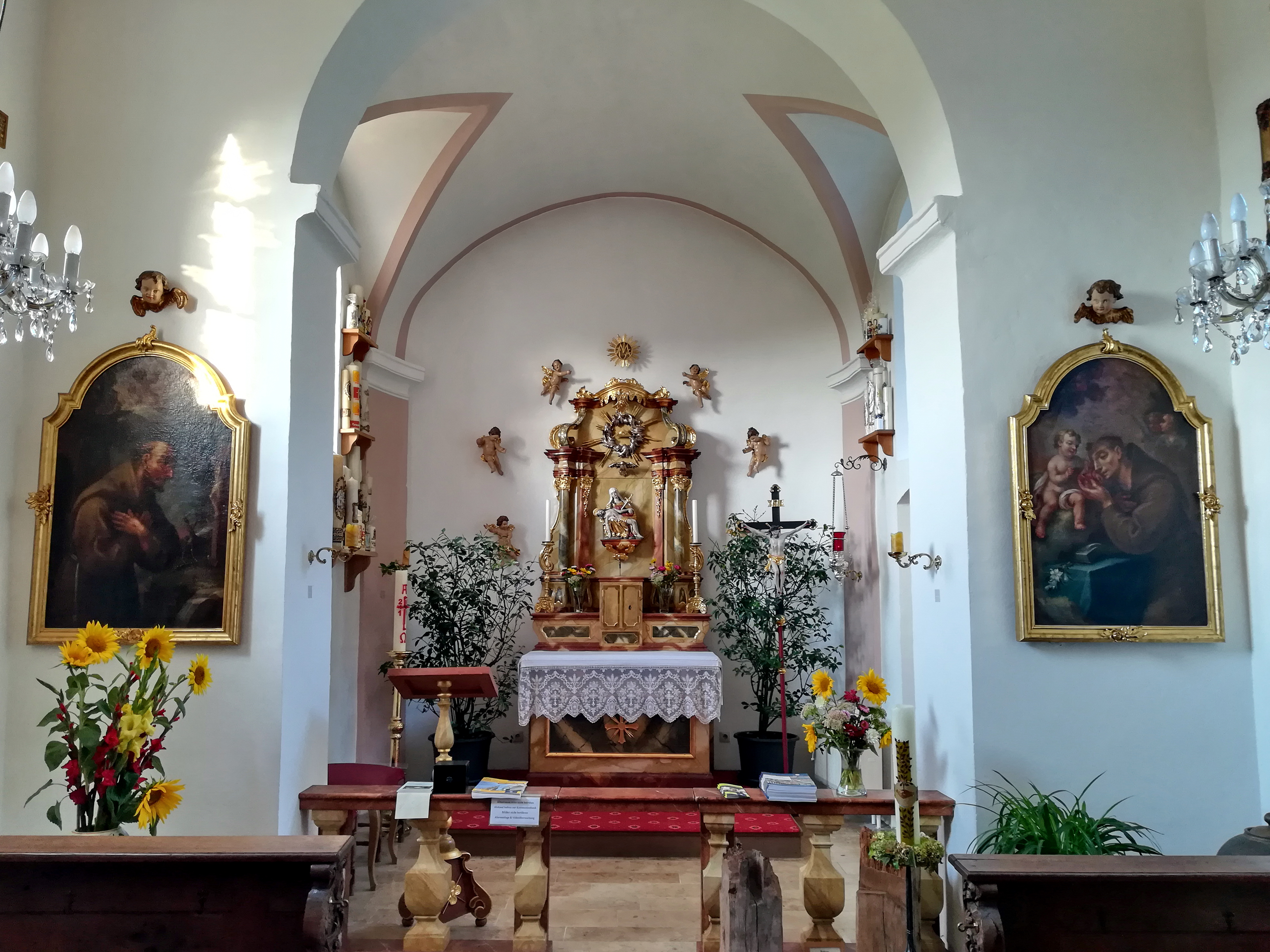
Innenraum

Die römisch-katholische Kapelle Zur Schmerzhaften Muttergottes steht in Frauenbründl, einem Gemeindeteil des Marktes Bad Abbach im niederbayerischen Landkreis Kelheim. Sie ist in der Liste der Baudenkmäler in Bad Abbach als Nummer D-2-73-116-27 eingetragen. Die Kirche gehört zum Dekanat Kelheim im Bistum Regensburg.

## Beschreibung
Die barocke Kapelle wurde 1725 gebaut. Sie besteht aus dem Langhaus zu zwei Jochen und dem eingezogenen, halbrund geschlossenen Chor zu einem Joch im Osten. Auf dem Satteldach des Langhauses erhebt sich über dem westlichen Joch ein sechseckiger, mit Schindeln verkleideter Dachreiter mit einer Zwiebelhaube.
Das Langhaus ist mit einer Flachdecke überspannt, der Chor mit einem Stichkappengewölbe. Auf einer Konsole in der Mitte des Altarretabels aus der Zeit des Rokoko steht eine um 1600 entstandene Pietà.